# Parasphaerichthys ocellatus
Parasphaerichthys ocellatus är en fiskart som beskrevs av Prashad och Mukerji 1929. Parasphaerichthys ocellatus ingår i släktet Parasphaerichthys och familjen Osphronemidae. IUCN kategoriserar arten globalt som livskraftig. Inga underarter finns listade i Catalogue of Life.